# Oshin (album)
Oshin è il primo album in studio del gruppo musicale statunitense DIIV, pubblicato il 26 giugno 2012 da Captured Tracks.

## Tracce
Testi e musiche di Zachary Cole Smith.

1. (Druun) – 2:07
2. Past Lives – 2:21
3. Human – 2:57
4. Air Conditioning – 4:30
5. How Long Have You Known? – 3:33
6. Wait – 3:15
7. Earthboy – 3:14
8. (Druun Pt. II) – 2:46
9. Follow – 2:45
10. Sometime – 3:05
11. Oshin (Subsume) – 3:32
12. Doused – 3:42
13. Home – 2:29

Tracce Bonus iTunes Store 
1. Geist – 4:45
2. Bambi Slaughter – 2:50

## Formazione
- Devin Ruben Perez
- Andrew Bailey
- Zachary Cole Smith
- Colby Hewitt III